# Svarte
Svarte ist eine Ortschaft (tätort) in der Gemeinde Ystad der schwedischen Provinz Skåne län sowie der historischen Provinz Schonen mit über 900 Einwohnern. Sie liegt an der Küste westlich von Ystad und verfügt über einen langen Sandstrand.
Svarte befindet sich an der Regionalbahn Pågatåg, die in dem Ort eine Haltestelle hat. Südlich der Küstenstraße liegt bei Svarte eine als Disas ting bezeichnete Steinsetzung. In Svarte wird eine Grundschule betrieben. Die Einwohnerzahl des Ortes hat seit 1960 von 238 Einwohnern auf 921 Einwohner im Jahre 2015 stetig zugenommen.

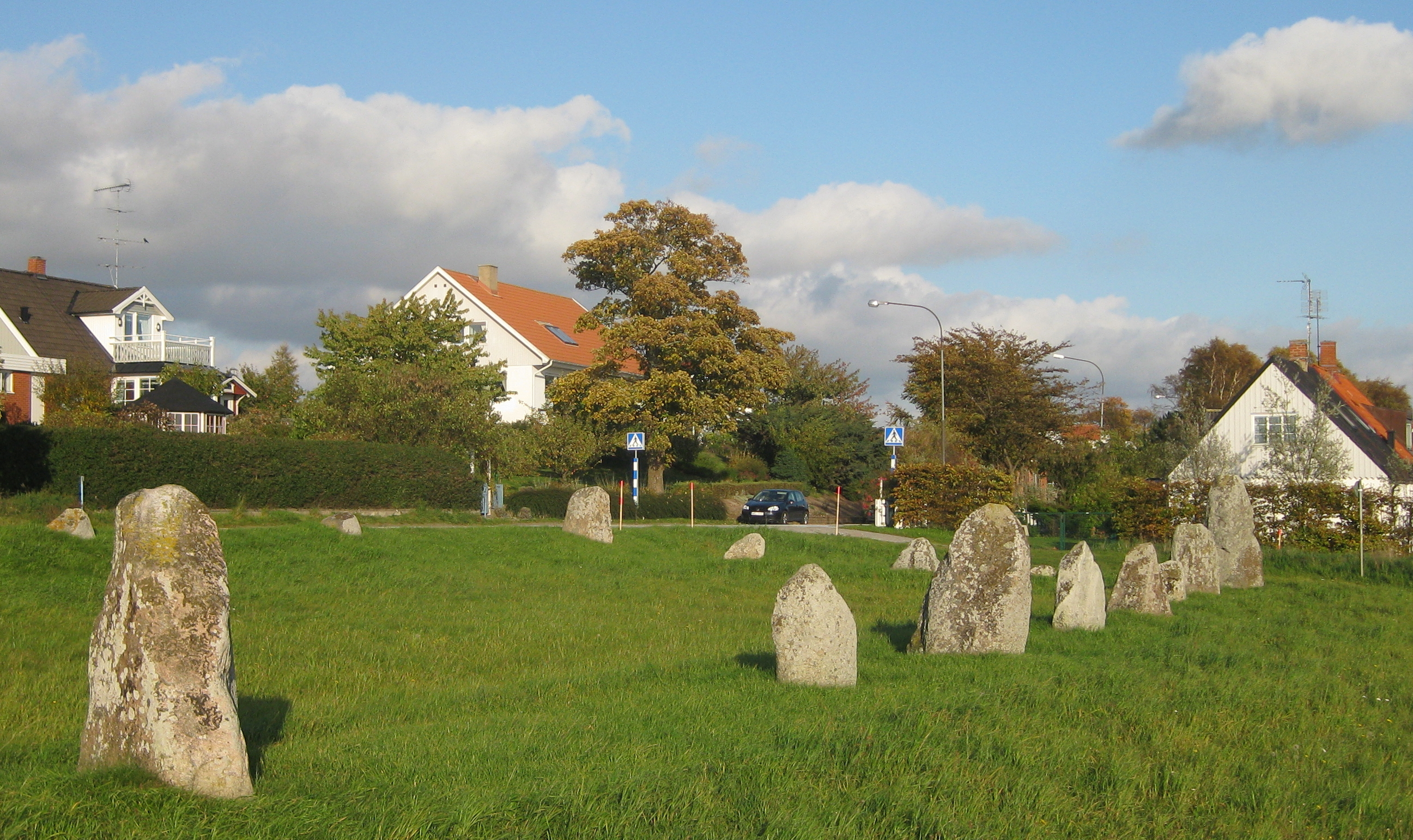
Die Steinsetzung Disas ting

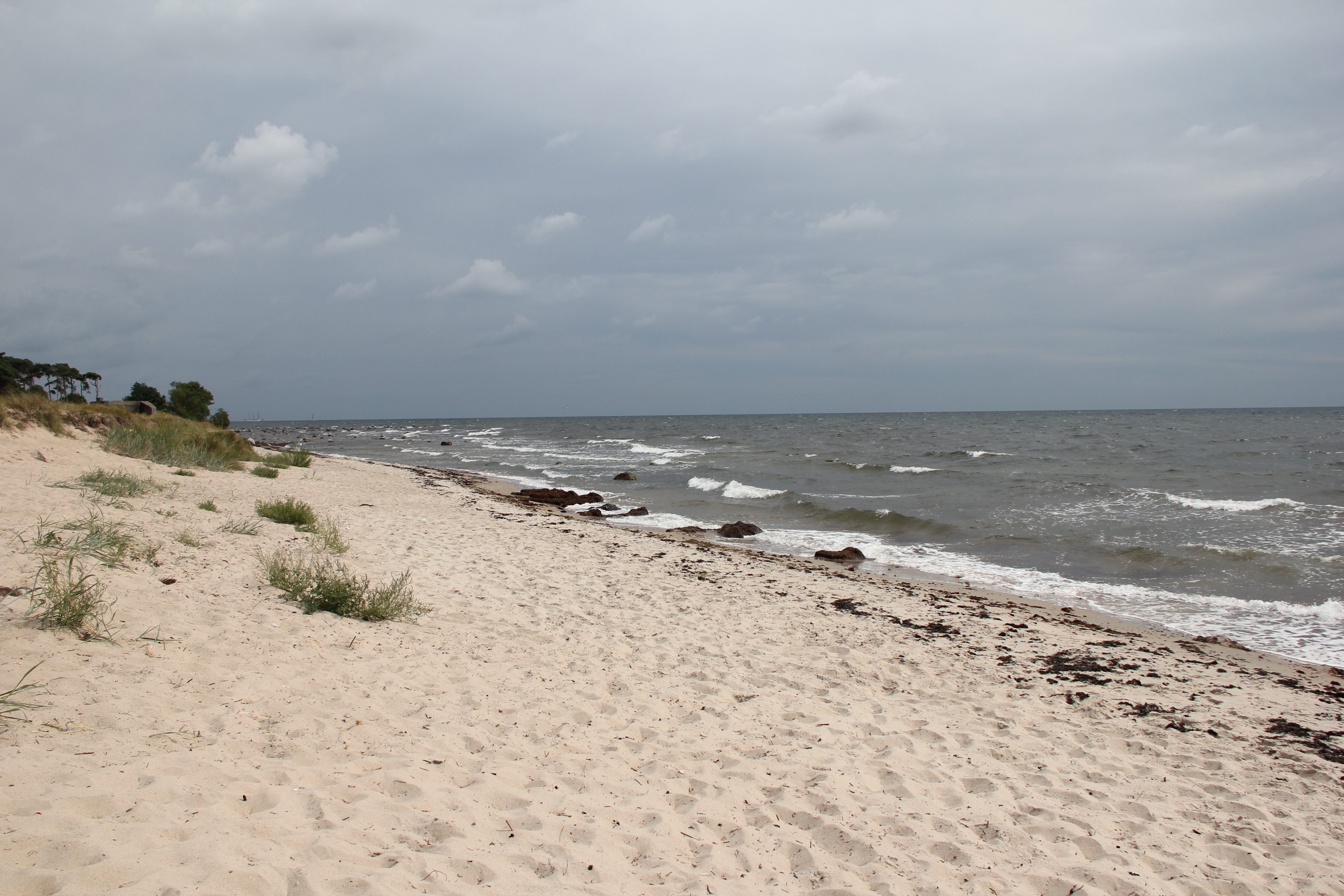
Ostseestrand bei Svarte

## Persönlichkeiten
- Hugo Larsson (* 2004), Fußballspieler